# Silas Toek
Silas Toek is een Keniaanse langeafstandsloper, die is gespecialiseerd in de marathon.
Op 27 april 2008 won Toek de marathon van Enschede in 2:10.40 en bleef hiermee op zijn eerste marathon ooit slechts zeven seconden boven het parcoursrecord uit 2004. Zijn landgenoot Sammy Kibet eindigde in 2:11.49 als tweede, Tekeste Nekatibebe uit Ethiopië finishte in 2:12.00 als derde. De jackpot van 20.000 euro, die zou worden uitgereikt als er binnen de 2 uur en 10 minuten zou zijn gefinisht, bleef net buiten bereik van Toek.

## Persoonlijk record
| Onderdeel | Prestatie | Datum        | Plaats    |
| --------- | --------- | ------------ | --------- |
| marathon  | 2:09.09   | 7 maart 2010 | Barcelona |

## Palmares

### 10 Eng. mijl
- 2008: 13e Dam-tot-Damloop - 47.35

### marathon
- 2008:  marathon van Enschede - 2:10.40
- 2008: 11e marathon van Amsterdam - 2:12.27
- 2010: 4e marathon van Barcelona - 2:09.09